# سنان آکوش
سنان آکوش (انگلیسی: Sinan Akkuş؛ زادهٔ ۱۷ دسامبر ۱۹۷۰) هنرپیشه، تهیه‌کننده فیلم، فیلم‌نامه‌نویس، و بازیگر سینما اهل آلمان است. او در سال ۲۰۰۰ با بازی در فیلمی وارد عرصه بازیگری شد.